# Hans Euen
Hans Constantin Euen (* 15. September 1857 in Treptow; † 4. April 1912 in Ludwigsdorf) war Gutsbesitzer und Mitglied des Deutschen Reichstags.

## Leben
Euen besuchte das Gymnasium zu Treptow und studierte Rechtswissenschaften von 1876 bis 1877 an der Universität Greifswald. 1877 trat er auf Avancement beim 2. Schlesischen Jäger-Bataillon Nr. 6. in Oels ein und war von 1882 bis 1886 Adjutant desselben. Zwischen 1886 und 1889 besucht er die Kriegsakademie, wurde 1889 a la suite gestellt und nahm 1890 den Abschied. Er übernahm die Güter Jacobsdorf, Kreis Namslau und Korschlitz, Kreis Oels (Sächsische Domäne), 1902 zog er nach Ludwigsdorf (Kronprinzliche Domäne). Euen war Oberamtmann, Mitglied der Kreis-Kommission Oels, Mitglied des Kreis-Ausschusses Oels und seit 1906 Mitglied der Schlesischen Provinzial-Synode. Ausgezeichnet wurde er mit der Landwehr-Dienstauszeichnung I. Klasse und dem Herzoglich Sächsischen Ernestinischen Hausorden Ritterkreuz III b.
Von 1907 bis 1912 war er Mitglied des Deutschen Reichstags für den Wahlkreis Regierungsbezirk Breslau 3, Groß Wartenberg, Oels und die Deutschkonservative Partei.